# Tư Mã Thiên
Tư Mã Thiên (k. 145 TCN hoặc k. 135 TCN – k. 86 TCN), biểu tự Tử Trường (子長), là một nhà sử học Trung Quốc sống vào đầu thời nhà Hán (206 TCN – 220). Ông được coi là cha đẻ của ngành sử học Trung Quốc với bộ Sử ký, một bộ thông sử Trung Quốc viết theo phong cách Thể kỷ truyện. Sử ký viết về hơn hai nghìn năm lịch sử Trung Quốc, bắt đầu từ sự trỗi dậy của Hoàng Đế huyền thoại và sự hình thành chính thể đầu tiên ở Trung Quốc cho đến thời của Tư Mã Thiên, thời Hán Vũ Đế trị vì. Không chỉ là bộ thông sử đầu tiên được biết đến ở Trung Quốc cổ đại, Sử ký còn đóng vai trò như một khuôn mẫu cho việc ghi chép chính sử của các triều đại Trung Quốc tiếp theo và trên toàn vùng văn hóa chữ Hán (gồm cả các quốc gia Hàn Quốc, Việt Nam, Nhật Bản) mãi đến tận thế kỉ 20.
Người đầu tiên khởi xướng công trình viết lại hoàn chỉnh toàn bộ lịch sử Trung Quốc là Tư Mã Đàm (司馬談), cha của Tư Mã Thiên; nhưng ông chỉ kịp hoàn thành bản phác thảo sơ khai trước khi qua đời. Sau khi thừa kế của vị trí của cha trong triều đình, Tư Mã Thiên đã quyết định thực hiện di nguyện của cha mình là hoàn thành và cho ra đời bộ tác phẩm lịch sử hoành tráng này. Tuy nhiên, vào năm 99 TCN, ông trở thành nạn nhân trong vụ án Lý Lăng khi đứng ra bênh vực cho vị tướng này dù cho triều đình nhà Hán nhận định Lý Lăng là nguyên nhân dẫn đến thất bại trước Hung Nô. Khi buộc phải chọn lựa một trong hai hình phạt tử hình hoặc bị hoạn, ông chấp nhận bị hoạn để có thể hoàn thành nốt tác phẩm lịch sử của mình. Dù chủ yếu được mọi người nhớ đến nhờ bộ Sử ký, những tác phẩm còn sót lại cho thấy Tư Mã Thiên cũng là một nhà thơ và nhà văn tài năng. Bên cạnh đó, ông còn có công trong việc xây dựng Lịch Thái Sơ, một bộ nông lịch chính thức được ban hành vào năm 104 TCN.

## Tiểu sử

### Gốc gác
Gia đình Tư Mã có truyền thống làm sử quan lâu đời. Hai chữ "tư mã" có từ đời nhà Chu và dùng để gọi một chức quan võ coi tất cả các việc binh trong nước, tức như chức binh bộ thượng thư đời sau. Đời Chu Tuyên Vương (trị. 827 TCN – 782 TCN) một người giữ chức tư mã có công, được vua cho phép lấy tên chức làm họ. Về sau họ Tư Mã lại có thêm nhiều đời làm sử quan cho nhà Chu.
Thời Chiến quốc, nước Tần thời Huệ Văn vương có tướng giỏi là Tư Mã Thác, đã cùng Trương Nghi đánh bại Thục, giết chết vị vua Khai Minh cuối cùng, truất Thục vương đổi hiệu làm "hầu". Tư Mã Thác chính là tổ tiên trực hệ của Tư Mã Thiên. Tư Mã Thác có một người cháu nội tên Tư Mã Cận, là phó tướng dưới quyền danh tướng Vũ An quân Bạch Khởi thời Tần Chiêu Tương vương, từng cùng Bạch Khởi chôn sống 40 vạn quân Triệu trong Trận Trường Bình. Đến cuối cùng lại bị Tần vương ban cho cái chết cùng với Bạch Khởi. Cháu nội Tư Mã Cận là Tư Mã Xương (司馬昌), từng làm thiếc quan dưới thời Tần Thủy Hoàng.
Ông nội của Tư Mã Thiên là Tư Mã Hỉ (司馬喜) chính là cháu nội của Tư Mã Xương, nguyên ở huyện Bì Thị (皮氏县; nay là Hà Tân, Vận Thành), từng làm quan đến ngũ đại phu (五大夫). Cha của Tư Mã Thiên là Tư Mã Đàm, làm thái sử lệnh thời Hán Vũ Đế (trị. 141 TCN – 87 TCN), là một người học rộng, thích học thuyết Lão Trang, có một thiên Luận lục gia yếu chỉ (论六家要旨), bình luận về các học thuyết Âm dương, Nho giáo, Mặc gia, Pháp gia, Danh gia và Đạo gia.

### Thời niên thiếu và giáo dục
Tư Mã Thiên là người huyện Hạ Dương (夏阳) thuộc Tả Phùng Dục (左馮翊), nay là Hà Tân của tỉnh Sơn Tây, nhưng lớn lên ở Long Môn (nay là Hàn Thành thuộc Thiểm Tây). Có khả năng ông sinh vào năm 145 TCN, dù nhiều nguồn cho rằng năm sinh của ông là 135 TCN. Vì không có nhiều tài liệu viết về Tư Mã Thiên, người ta chỉ có thể lấy thông tin dựa vào bức thư ông trả lời Nhiệm An năm 93 TCN,. Năm 136 TCN, cha Tư Mã Thiên là Tư Mã Đàm được bổ nhiệm làm thái sử lệnh (太史令), chịu trách nhiệm nghiên cứu xây dựng lịch hằng năm, trình lên hoàng đế những ngày tốt và xấu trong năm kế trước thời điểm đầu năm mới. Bên cạnh đó, thái sử lệnh còn phải đi cùng hoàng đế để thực hiện các nghi lễ quan trọng và ghi chép các sự kiện thường nhật cả trong lẫn ngoài triều đình.
Từ nhỏ, Tư Mã Thiên đã được học nhiều sách văn học và sử học đương thời. Lên mười tuổi, ông đã học Tả truyện, Quốc ngữ, Thế bản và thuộc lòng hầu hết những bài văn nổi tiếng thời trước. Tư Mã Thiên từng là học trò của một số nhà Nho nổi tiếng như Khổng An Quốc (孔安國), Đổng Trọng Thư. Ông lớn lên trong môi trường Nho giáo, luôn coi tác phẩm lịch sử của mình là hành động báo hiếu với cha theo đúng tư tưởng Nho gia.
Năm 126 TCN, thời nhà Hán, Tư Mã Thiên quyết định bắt đầu một chuyến đi vòng quanh Trung Quốc. Mục đích của chuyến đi là để thu thập các tài liệu và bằng chứng lịch sử, kiểm chứng lời đồn đại, truyền thuyết và thăm viếng di tích lịch sử. Ông bắt đầu cuộc hành trình từ kinh đô Trường An (gần Tây An ngày nay), đi về phía nam qua Trường Giang đến Trường Sa (tỉnh Hồ Nam ngày nay). Tại đây, Tư Mã Thiên thăm lưu vực sông Mịch La, tương truyền là nơi nhà thơ Khuất Nguyên đã gieo mình tự sát vào thời Chiến quốc. Sau đó, ông lại đi tìm nơi chôn cất của Hạ Vũ trên núi Hội Kê và của Đế Thuấn trên núi Cửu Nghi (nay thuộc huyện Ninh Viễn, Hồ Nam). Tiếp tục cuộc hành trình, ông đi về phía bắc đến Hoài Âm (淮阴, nay là Hoài An thuộc tỉnh Giang Tô) để xem mộ danh tướng nhà Hán Hàn Tín, sau đó tiếp tục đi về phía bắc đến Khúc Phụ, quê hương của Khổng Tử.

## Cuộc đời

### Vào triều làm quan
Sau chuyến ngao du vòng quanh đất nước, Tư Mã Thiên chính thức vào triều làm quan với chức lang trung. Ông từng phụng mệnh đi sứ đến nhiều nơi để quan sát như Ba Thục, Côn Minh, lại theo Hán Vũ Đế tuần du đến nhiều ngọn núi nổi tiếng, những con sông rộng lớn và các đô ấp quan trọng. Năm 110 TCN, Tư Mã Đàm qua đời. Mùa xuân năm đó, Hán Vũ Đế trên đường quay về từ chuyến đông tuần đến Bội Hải thì dừng lại tại Thái Sơn để cử hành đại điển phong thiện. Tư Mã Đàm vốn đứng trong hàng ngũ quan viên tham gia chế định lễ nghi cho đại điển này, lại vì bị bệnh mà phải ở lại Chu Nam (nay là vùng lân cận Lạc Dương), không thể tiếp tục tiến hành công việc, cũng vì vậy mà lòng ngày càng phiền muộn dẫn đến bệnh trầm trọng hơn. Lúc bấy giờ, Tư Mã Thiên vừa hoàn thành nhiệm vụ đi sứ các vùng Tây Nam thì lập tức trở về tham gia đại điển phong thiện. Tuy nhiên, Tư Mã Thiên vừa đến Lạc Dương đã nghe tin cha bệnh nguy kịch liền nhanh chóng đến Chu Nam. Trước khi qua đời, Tư Mã Đàm đã nhắn nhủ con trai về ước nguyện cả đời của ông:
| 我們的祖先是周朝的太史. 遠在上古虞舜, 夏禹時就取得過顯赫的功名, 主管天文工作. 後來衰落了, 難道要斷送在我這里嗎? 你繼為太史, 就可以接續我們祖先的事業了. 如今天子繼承漢朝千年一統的大業, 到泰山封禪, 而我不得從行, 這是命中註定的啊! 我死以後, 你一定會做太史; 做了太史, 你千萬不要忘記我要編寫的論著啊...如今漢朝興起, 海內統一, 賢明的君主, 忠義的臣子的事跡, 我作為太史而不予評論記載, 中斷了國家的曆史文獻, 對此我感到十分不安, 你可要記在心里啊! | Tổ tiên chúng ta vốn là thái sử thời nhà Chu; xa hơn nữa về thời Ngu, Thuấn, Hạ Vũ cũng từng đạt được công danh hiển hách, chủ quản việc thiên văn. Về sau suy bại dần, chẳng lẽ lại đứt đoạn ở đời của ta hay sao? Nếu con làm Thái sử liền có thể kế tục sự nghiệp nhiều đời nay của tổ tiên rồi. Hôm nay, thiên tử kế thừa sự nghiệp nhất thống ngàn năm của triều Hán, đến làm lễ phong thiện ở Thái Sơn, nhưng ta lại không thể đi theo, đây có lẽ là mệnh trời. Sau khi ta chết đi, thế nào con cũng nối nghiệp ta làm thái sử. Khi làm thái sử chớ quên những điều ta muốn bàn, muốn viết....Hiện nay triều Hán hưng khởi, bốn biển một nhà, vua sáng tôi hiền, ta làm thái sử mà không chép lại được những điều ấy rất lấy làm xấu hổ. Con hãy nhớ lấy! |
| | |

Hai năm sau, khi hết thời gian tang chế, Tư Mã Thiên được Vũ Đế phong làm thái sử lệnh kế nghiệp cha. Cuối năm 105 TCN, ông cùng với nhóm người Đường Đô, Lạc Hạ Hoành tham gia cải cách lịch pháp. Vì bộ lịch mới chính thức được phát hành vào năm đầu tiên niên hiệu Thái Sơ (104 TCN) nên được đặt tên là "Lịch Thái Sơ" (太初曆). Sau khi bộ lịch hoàn thành, Tư Mã Thiên bắt đầu tiếp quản công việc soạn sử dang dở của cha.

### Vụ án Lý Lăng
Năm 99 TCN, Tư Mã Thiên bị cuốn vào vụ án Lý Lăng. Ban đầu, Hán Vũ Đế lệnh cho Lý Quảng Lợi làm chủ soái, Lý Lăng chỉ chịu trách nhiệm vận chuyển quân lương. Tuy nhiên Lý Lăng không chịu, thuyết phục Vũ Đế đồng ý cho phép ông dùng 5 ngàn quân tiến đánh quân Hung Nô. Tuy nhiên, sau một thời gian quyết chiến, quân Lý Lăng ít ỏi lại không được triều đình tiếp viện, đã không địch nổi kỵ binh Hung Nô; Lý Lăng lựa chọn đầu hàng. Nghe tin Lý Lăng đầu hàng, Vũ Đế vô cùng tức giận, ra lệnh bắt nhốt toàn bộ gia đình Lý Lăng. Khi Vũ Đế đem việc này hỏi ý Tư Mã Thiên, ông liền đứng ra bênh vực Lăng:
| 陵事親孝，與士信，常奮不顧身以殉國家之急。其素所畜積也，有國士之風。今舉事一不幸，全軀保妻子之臣隨而媒糵其短，誠可痛也！且陵提歩卒不滿五千，深輮戎馬之地，抑數萬之師，虜救死扶傷不暇，悉舉引弓之民共攻圍之。轉鬪千里，矢盡道窮，士張空拳，冒白刃，北首爭死敵，得人之死力，雖古名將不過也。身雖䧟敗，然其所摧敗亦足暴於天下。彼之不死，宜欲得當以報漢也。 | Lăng hầu hạ mẹ già có hiếu, đối với sĩ tốt có tín, thường phấn đấu quên mình để phục vụ quốc gia lúc nguy nan. Ông ta tu dưỡng đã lâu mới có được phong độ quốc sĩ. Nay làm việc mới một lần thất bại, sao lại vì đám bề tôi chỉ có khả năng bảo vệ vợ con thêu dệt lỗi lầm của ông ta, thật khiến người ta đau lòng! Huống hồ bộ tốt của Lăng chưa đến 5000, thâm nhập vào giữa lòng địch, kháng cự mấy vạn quân đội, khiến giặc thương vong không đếm xuể, phải dốc hết dân chúng ra cầm cung cùng vây đánh họ. Chiến đấu ngàn dặm, tên hết đường cùng, binh sĩ thì cung không còn tên, tay không tấc sắt, quay mặt về phương bắc tranh nhau liều chết với địch; có được bộ hạ liều chết ra sức như thế, dẫu là danh tướng đời xưa cũng không hơn được. Lăng rơi vào vòng vây mà thất bại, nhưng đánh giết một phen cũng đủ để nổi tiếng khắp nơi. Ông ấy không chết, hẳn là muốn lập công chuộc tội cho nhà Hán đấy! |
| | |

Vốn theo ý định ban đầu của Vũ Đế thì Lý Lăng chỉ phụ trách hỗ trợ cho Nhị sư tướng quân Lý Quảng Lợi. Mặc dù về sau Lý Lăng lấy ít đánh nhiều, nhiều trận đánh thắng thiền vu, giết nhiều quân Hung Nô, nhưng ở giữa lại gặp phải nhiều hiểu lầm do truyền tin từ trung gian. Khi nghe Tư Mã Thiên biện hộ, Vũ Đế đã cho rằng ông có ý đề cao Lăng mà dè bỉu Quảng Lợi nhút nhát không lập nên công trạng; trong khi Quảng Lợi lại là anh trai của Lý phu nhân, rất được Vũ Đế yêu quý. Cuối cùng, dưới cơn thịnh nộ của Vũ Đế, Tư Mã Thiên bị phán tội "hủ hình" (bị thiến) và phải chịu giam cầm trong 3 năm. Lúc bấy giờ, ông vẫn chưa có con trai, chỉ mới có một người con gái. Nhiều học giả cho rằng, hình phạt bị thiến đối với Tư Mã Thiên là một sự sỉ nhục. Ông nêu quan điểm dưới góc nhìn của một thái sử lệnh, nhưng vì lời thật khó nghe mà làm Vũ Đế phật lòng. Trong bức thư gửi cho người bạn Nhiệm An, Tư Mã Thiên có viết: "Tôi sở dĩ ẩn nhẫn cẩu hoạt, chịu sống tối tăm trong cảnh dơ dáy là hận rằng lòng riêng có chỗ chưa bộc lộ hết, bỉ lậu mà chết đi thì văn chương không được tỏ rõ với đời sau."
Mãi tới khi quyền thần Vương Mãng (45 TCN – 23) đảo chính và lên nắm quyền, triều đình nhà Tân mới xét lại rằng Tư Mã Thiên bị xử oan, tìm một người trong dòng họ ông phong cho chức sử thông tử.

### Trở lại làm quan và qua đời
Sau khi ra tù năm 96 TCN, Tư Mã Thiên được phong làm trung thư lệnh (中书令), một chức quan cao hơn thái sử lệnh rất nhiều, được ra vào cung cấm, lại được hầu cận bên cạnh hoàng đế. Tuy nhiên, đây vốn là một chức quan thường do hoạn quan đảm nhiệm, là một sự sỉ nhục đối với Tư Mã Thiên. Cũng vì vậy mà ông không còn để ý đến việc triều đình, chỉ tập trung vào những công trình học thuật của mình. Trước khi Tư Mã Đàm qua đời đã dặn dò Tư Mã Thiên phải nối nghiệp chép sử của tổ tiên, phải hoàn thành được bộ Sử ký, cũng vì lẽ đó mà Tư Mã Thiên dốc lòng hoàn thành công trình thông sử đồ sộ này. Theo học giả Vương Quốc Duy, hiện không có hồ sơ đáng tin cậy nào cho biết chính xác thời gian Tư Mã Thiên qua đời. Hầu hết các nhà sử học hiện đại đều cho rằng Tư Mã Thiên đã lui về làm ẩn sĩ sau khi rời khỏi triều đình và có lẽ mất vào năm 86 TCN.

## Đóng góp

### Thiên văn học
Tư Mã Đàm và Tư Mã Thiên đều là các nhà chiêm tinh của triều đình nhà Hán. Đây là chức vụ quan trọng, có nhiệm vụ giải nghĩa và tiên đoán các việc triều chính trong sự hài hòa với chuyển động của Mặt Trời, Mặt Trăng và các ngôi sao, cùng các hiện tượng tự nhiên khác như nhật thực, động đất. Từ lúc nhà Hán mới thành lập, hầu hết mọi việc đều noi theo nhà Tần, lịch pháp cũng sử dụng Lịch Chuyên Húc thời Tần. Tuy nhiên, Lịch Chuyên Húc lại không thể tính toán chính xác những thứ liên quan đến tuần trăng. Vì vậy, Hán Vũ Đế đã giao cho Tư Mã Thiên cùng Công Tôn Khanh, Hồ Toại thảo luận để định chế ra một loại lịch mới. Năm bộ lịch mới được phát hành cũng là năm bắt đầu niên hiệu mới của Vũ Đế, vì vậy mà được đặt tên "Lịch Thái Sơ".
Theo Lịch Thái Sơ, một năm có 365,25 ngày (chính xác là {\displaystyle 365{\begin{matrix}{\frac {385}{1539}}\end{matrix}}}ngày) được chia làm 12 tháng âm lịch, mỗi tháng có 29,53 ngày (chính xác là {\displaystyle 29{\begin{matrix}{\frac {43}{81}}\end{matrix}}}ngày). Ngoài việc áp dụng hệ thống 24 tiết khí, Lịch Thái Sơ còn lấy tháng giêng là tháng đầu năm như thường thấy ngày nay, thay vì lấy tháng 10 làm tháng đầu năm như Lịch Chuyên Húc. Sự xuất hiện của bộ lịch mới này đã đánh dấu một cuộc cách mạng trong lịch sử lịch pháp ở Trung Quốc. Đây có thể xem là bộ lịch có độ chính xác cao nhất thời bấy giờ, được lập ra nhờ quá trình cẩn thận quan sát thiên văn. Cũng từ đây mà Lịch Thái Sơ trở thành bộ lịch chính thức được người Trung Quốc sử dụng suốt 2 ngàn năm lịch sử tiếp theo.
Năm 1960, tiểu hành tinh thứ 12620 trong vành đai chính đã được các nhà khoa học phát hiện và định danh theo tên của Tư Mã Thiên.

### Sử học

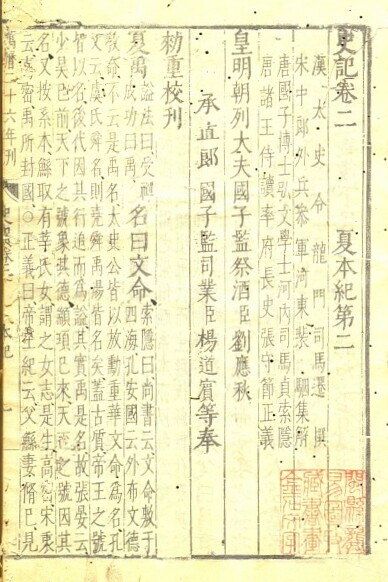
Một trang trong Sử ký

Sử ký hay Sách của quan Thái sử (太史公書, Thái sử công thư) là tác phẩm quan trọng nhất của Tư Mã Thiên. Tư Mã Thiên biên soạn Sử ký không chỉ để hoàn thành di nguyện của người cha Tư Mã Đàm mà còn để giãi bày tâm sự, nỗi phẫn uất đối với triều đình cũng như hoàn cảnh của bản thân. Trong phần hậu đề của Sử ký, ông viết:
| 昔西伯拘羑里, 演周易; 孔子戹陳蔡, 作春秋; 屈原放逐, 著離騷; 左丘失明, 厥有國語; 孫子臏腳, 而論兵法; 不韋遷蜀, 世傳呂覽; 韓非囚秦, 說難、 孤憤; 詩三百篇, 大抵賢聖發憤之所為作也。 此人皆意有所鬱積, 不得通其道也。 | Xưa Tây bá bị tù ở Dũ Lý nên diễn giải Chu Dịch; Khổng Tử gặp nạn ở đất Trần, đất Thái nên viết Xuân Thu; Khuất Nguyên bị đuổi nên viết "Ly tao'"; Tả Khâu Minh bị mù làm Quốc Ngữ; Tôn Tẫn cụt chân bàn Binh pháp; Lã Bất Vi bị đày sang Thục, đời truyền lại sách Lữ Lãm; Hàn Phi bị tù ở Tần làm những thiên Thuyết Nan, Cô Phẫn; ba trăm bài ở Kinh Thi phần lớn đều do thánh hiền làm ra để giãi bày cái nỗi phẫn uất. Những người ấy đều vì những điều uất ức không biểu lộ ra được, cho nên thuật lại việc xưa mà lo truyền lại người sau. |
| | |

Trong Sử ký, Tư Mã Thiên trình bày các sự kiện theo chuỗi kèm theo chú giải, nguồn tham khảo nhưng không theo trình tự thời gian, mà chia theo 5 phần bao gồm "Bản kỷ", "Biểu", "Thư", "Thế gia" và "Liệt truyện"; viết về nhiều lĩnh vực của xã hội gồm âm nhạc, lễ hội, lịch, tín ngưỡng, kinh tế. Các phần khác nhau của Sử ký có cấu trúc cũng như mục đích khác nhau: "Bản kỷ" có cấu trúc tương tự với những biên niên sử truyền thống của Trung Quốc cổ đại, mô tả về các triều đại cũng như viết về tiểu sử các quân chủ đương thời; "Biểu" là hệ thống bảng sử kiện quan trọng qua các triều đại cũng như phả hệ hoàng gia; "Thư" là phần ngắn nhất, viết về lịch sử phát triển của nghi lễ, âm nhạc, luật thẩm âm, lịch, thiên văn học, lễ tế, kinh tế, sông ngòi; "Thế gia" là phần quan trọng nhất, ghi lại các sự kiện quan trọng trong lịch sử những người cai trị các quốc gia gần như độc lập thời nhà Chu (về cơ bản là chư hầu của các vị vua nhà Chu), cũng như tiểu sử của các gia đình quý tộc thời nhà Hán; "Liệt truyện" là phần có nội dung đồ sộ nhất trong cả 5 phần, viết về tiểu sử của khoảng 130 người Trung Quốc nổi bật.
Công trình này gồm 526.500 chữ, 130 thiên, hơn một nửa trong số đó là viết về thời nhà Hán. Khác với các nhà sử học trước đây chỉ biên soạn về một triều đại hay một khoảng thời gian nhất định, Tư Mã Thiên là nhà sử học Trung Quốc đầu tiên ghi chép lại hầu hết sự kiện lịch sử từ thuở khai nguyên cho tới thời đại mà ông đang sống. Nói cách khác, ông là cha đẻ của thể loại thông sử. Trước Tư Mã Thiên, hầu hết các nhà sử học đều viết sử cho triều đình, đứng dưới góc nhìn của những nhà cai trị. Phong cách viết sử mở rộng ra nhiều mặt của xã hội trong Sử ký đã ảnh hưởng đến Trịnh Tiều (鄭樵) khi biên soạn Thông sử (通史) hay Tư Mã Quang khi biên soạn Tư trị thông giám. Không chỉ vậy, Sử ký đã xây dựng một phong cách viết sử mà sau này trở thành "khuôn mẫu chính thức" cho tài liệu lịch sử Trung Hoa cũng như các nước trong vùng văn hóa chữ Hán.
Không rõ thời điểm chính xác bộ thông sử này hoàn thành, khoảng sau năm 94 TCN, có thể là vào năm 93 hoặc 91 TCN. Tư Mã Thiên không giấu giếm việc ông biên soạn Sử ký, nhưng rất ít người biết việc nó được hoàn thành. Mãi cho đến thời Hán Tuyên Đế, cháu ngoại của Tư Mã Thiên là Dương Uẩn mới công bố công trình học thuật này với tên gọi Thái sử công thư.

### Văn học
Sử ký của Tư Mã Thiên không chỉ là hình mẫu của văn học tiểu sử có giá trị văn học cao mà còn được coi là sách giáo khoa cho việc nghiên cứu Hán học cổ điển. Nó được các nhà phê bình coi là có "trình độ miêu tả điêu luyện" (như phương pháp đàm thoại khiến các miêu tả thêm sống động), "phong cách sáng tạo" (ngôn ngữ bình dân, dí dỏm và phong phú, như tác phẩm thơ không vần), "súc tích" (cách viết chỉ miêu tả những điểm cốt yếu, ngắn gọn dễ hiểu). Ngay cả Lỗ Tấn cũng ví công trình lịch sử này là "tuyệt xướng của sử gia, một "Ly tao" không vần" trong Đề cương lịch sử văn học Trung Quốc. Phong cách viết trong Sử ký cũng ảnh hưởng đến việc viết tiểu thuyết, bao gồm truyện ngắn cổ điển của thời kỳ trung đại và cuối thời trung cổ (thời Đường, Tống) và những tác phẩm bạch thoại sau này.
Một tác phẩm khác của Tư Mã Thiên cũng có sức ảnh hưởng không kém là Thư gửi Nhiệm An. Bức thư kể về những đau khổ của ông trong vụ án Lý Lăng cũng như sự kiên trì khi viết Sử ký đã trở thành một điển phạm về phong cách văn xuôi, được nghiên cứu rộng rãi ở Trung Quốc cho đến ngày nay. Trong thư có đoạn: "Người rồi sẽ có một lần chết đi; có người xem cái chết nặng như Thái Sơn, cũng có người xem nó nhẹ tựa lông hồng; khác nhau có chăng là họ dùng nó để làm gì." (人固有一死，或重于泰山，或輕于鴻毛，用之所趨異也。) Câu nói này không chỉ trở nên nổi tiếng trong nền văn học Trung Quốc mà còn từng được Chủ tịch Mao Trạch Đông diễn giải trong một bài phát biểu bày tỏ lòng kính trọng đối với những người lính Giải phóng quân đã hi sinh.
Về thơ, Tư Mã Thiên còn viết 8 bài phú đã được nhắc đến trong Hán thư. Tuy nhiên, ngoại trừ một bài là "Xót thương kẻ sĩ không gặp thời" (悲士不遇賦, Bi sĩ bất ngộ phú), những tác phẩm còn lại đều đã thất lạc.

## Gia đình
Gia đình của Tư Mã Thiên không được ghi chép cụ thể; chỉ biết ông có một con gái tên Tư Mã Anh (司馬英) gả cho An Bình Kính hầu Dương Sưởng (楊敞), sinh ra Dương Trung (楊忠) và Dương Uẩn (楊惲). Theo các nhà sử học, Tư Mã Anh chính là người đã lưu giữ bản thảo Sử ký của cha và truyền lại cho con trai mình. Thời Hán Tuyên Đế, Dương Uẩn được phong làm Bình Thông hầu (平通侯). Chính vào lúc này, Dương Uẩn thấy nền chính trị nhà Hán đã khác, bèn dâng biểu lên xin Tuyên Đế phát hành Sử ký do ông ngoại để lại. Từ đó, hậu thế mới biết đến một bộ Sử ký trứ danh.

## Trong văn hóa đại chúng
| Năm  | Tác phẩm       | Tác phẩm                   | Thể loại         | Diễn viên                                                | Nguồn  |
| Năm  | Tên gốc        | Tạm dịch                   | Thể loại         | Diễn viên                                                | Nguồn  |
| ---- | -------------- | -------------------------- | ---------------- | -------------------------------------------------------- | ------ |
| 1997 | 司马迁与汉武帝 | Tư Mã Thiên và Hán Vũ Đế   | Phim truyền hình | Cừu Vĩnh Lực                                             | [ 81 ] |
| 2001 | 大汉天子       | Thiên tử Đại Hán           | Phim truyền hình | Lý Thịnh Dục                                             | [ 82 ] |
| 2005 | 汉武大帝       | Hán Vũ Đại Đế              | Phim truyền hình | Vương Vãng                                               | [ 83 ] |
| 2021 | 典籍里的中国   | Trung Quốc trong điển tịch | Kịch nói         | - Vương Học Kỳ - Trương Hiểu Long (Tư Mã Thiên thời trẻ) | [ 84 ] |